# Aleksandr Michajłow (aktor)
Aleksandr Jakowlewicz Michajłow (ros. Алекса́ндр Я́ковлевич Миха́йлов; ur. 1944) – radziecki i rosyjski aktor filmowy i teatralny. Ludowy Artysta RFSRR (1992).
Występował w zespole teatru im. Karola Marksa w Saratowie. Pracował także w teatrze im. Jermołowej w Moskwie.

## Wybrana filmografia
- 1981: Biały kruk jako Arkadij, mąż Soni[2]
- 1981: Mężczyźni jako Paweł Zubow[3]

## Odznaczenia
- Ludowy Artysta RFSRR
- Zasłużony Artysta RFSRR